# Zapasy na Igrzyskach Azji Południowej 1985
Turniej zapasów na Igrzyskach Azji Południowej rozegrano w Bangladeszu w mieście Dhaka.

## styl wolny
| Waga    | Złoto:                | Srebro:            | Brąz:               |
| 48 kg   | Rajesh Kumar          | Muhammad Nasrullah | Mujibur Rahman      |
| 52 kg   | Mahabir Singh         | Sanaullah Rangi    | Asgar Ali           |
| 57 kg   | Muhammad Azeem        | Vinod Kumar        | Dabiruddin          |
| 62 kg   | Dharan Singh Dahiya   | Mohammad Yousaf    | Amirul Haque        |
| 68 kg   | Satyawan              | Fazal Ahmed        | Shahabuddin         |
| 74 kg   | Naresh Kumar          | Muhammad Anwar     | Rabiul Islam        |
| 82 kg   | Sarwan Singh          | Tahir Saeed        | Isa Khan            |
| 90 kg   | Abdul Majeed Maruwala | Suresh             | M.Shafiuddin        |
| 100 kg  | Muhammad Akram        | Jai Prakash        | Nurunnabi Chowdhury |
| +100 kg | Muhammad Salah-ud-din | Rajinder Singh     | Ali Dadir           |

## Tabela medalowa
Gospodarz zawodów został zaznaczony kolorem.
| Poz.    | Państwo    |    |    |    | Łącznie |
| 1       | Indie      | 6  | 4  | 0  | 10      |
| 2       | Pakistan   | 4  | 6  | 0  | 10      |
| 3       | Bangladesz | 0  | 0  | 10 | 10      |
| Łącznie | Łącznie    | 10 | 10 | 10 | 30      |